# Vendredi 13, chapitre VIII : L'Ultime Retour
Série Vendredi 13
Chapitre VII : Un nouveau défi
(1988) Jason va en enfer
(1993)
Pour plus de détails, voir Fiche technique et Distribution.
Vendredi 13, chapitre VIII : L'Ultime Retour ou Vendredi 13 - Chapitre VIII : Jason à Manhattan au Québec (Friday the 13th Part VIII: Jason Takes Manhattan) est un film américain réalisé par Rob Hedden et sorti en 1989. Il s'agit du huitième opus de la saga Vendredi 13.
Le film débute alors que Jason repose dans les eaux de Crystal Lake, mais deux adolescents, en jetant l'ancre de leur bateau, heurtent un câble électrique qui le ramène à la vie. Le carnage peut alors reprendre de plus belle.

## Synopsis
Un an après la conclusion du dernier film, l'ancre d'un bateau heurte un câble d'alimentation sous-marin, provoquant un court-circuit au fond de Crystal Lake, ressuscitant le mort-vivant et tueur en série, Jason Voorhees. Il trouve les occupants du bateau, un couple se bécotant (Jim Miller et Suzie Donaldson). Prenant le masque de hockey que Jim utilise pour faire peur à Suzie, Jason tue Jim avec un harpon. Suzie tente de se cacher dans une trappe de stockage, mais Jason la retrouve et la tue aussi.
Le lendemain matin, le SS Lazarus, contenant la classe Senior de Lakeview High School, est affrété aux alentours de New York pour l'obtention du diplôme de l'école. Le voyage est chaperonné par le biologiste Charles McCulloch, et Colleen Van Deusen, qui a amené la nièce de Charles, Rennie. Alors que le navire s'apprête à partir, Jason s'empare de l'ancre et monte à bord. Pendant la nuit, Rennie a des visions de Jason quand il s'est pratiquement noyé, étant enfant. Jason commence à assassiner les personnes à bord, à commencer par une rock star nommée JJ, qu'il tue en lui défonçant le crâne avec sa guitare. Il tue ensuite un jeune boxeur dans un sauna en lui enfonçant une pierre de sauna dans le thorax. Lorsque Tamara Mason va prendre une douche, Jason défonce la porte et la saisit. Elle implore sa pitié, mais il la tue avec un éclat de verre venant du miroir de la salle de bains. Jason tue ensuite l'ingénieur Carlson en le poignardant avec un harpon puis le capitaine Robertson en lui tranchant la gorge. Jason continue sa tuerie en étranglant Eva. Pendant ce temps, les élèves s'organisent après avoir découvert les cadavres du Capitaine et de Carlson. Alors qu'il est à la recherche du tueur, Wayne perd ses lunettes et tue accidentellement un autre élève. Jason arrive alors et jette Wayne sur un panneau de contrôle, provoquant un incendie qui souffle un trou dans la coque du navire. Il poursuit sa folie meurtrière en faisant tomber Miles Wolfe du haut du pont, qui s'empale sur une antenne, et en jetant Julius à la mer mais malgré la chute il survit. Jason tente de tuer Rennie en l'étranglant, mais elle parvient à s'échapper. Charles, Rennie, Colleen, le fils du Capitaine, Sean Robertson, ainsi que le chien de Rennie, Toby, abandonnent finalement le navire dans une chaloupe. Julius sors de l'eau et grimpe in extremis dans la chaloupe
Le groupe atteint New York, et Jason les a suivis. Le groupe est agressé par deux membres de gang qui kidnappent Rennie et chassent Toby. Charles suggère que le groupe se sépare pour trouver de l'aide. Les kidnappeurs emmènent Rennie dans leur cachette et lui injectent de l'héroïne. Ils se préparent à la violer, mais Jason arrive et les tue tous les deux, le premier membre du gang en lui enfonçant sa seringue d'héroïne dans le dos et le deuxième membre en lui fracassant la tête contre un tuyau. Julius trouve un téléphone et essaie d'appeler à l'aide, mais il est attaqué par Jason qui le poursuit sur un toit. Julius se bat contre Jason et le frappe à plusieurs reprises pendant une minute, avant d'avoir la tête arrachée par Jason d'un seul coup de poing, sa tête tombant dans une benne à ordures. Colleen cherche de l'aide quand elle se heurte à Charles et à un policier, qui a également été trouvé par Rennie et Sean. Le policier les place à l'arrière de sa voiture et ils aperçoivent, horrifiés, la tête arrachée de Julius devant le pare-brise. Jason tue le policier avant que Rennie ne passe sur le siège avant et lui fonce dessus. Elle a une hallucination d'un Jason enfant et tente de l'exécuter, l'écrasant dans un mur de briques, mais la voiture explose. Colleen est tuée par l'explosion. Rennie a un brusque souvenir de son enfance, quand elle a dû apprendre à nager à Crystal Lake, et a presque été noyée par Jason, encore enfant. Elle se souvient que Charles était celui qui l'a poussée dans l'eau, pour la faire nager. Rennie s'enfuit et Sean la suit, laissant Charles seul. Ce dernier tente de fuir Jason mais se retrouve défénestré d'un entrepôt où Jason s'était caché puis tente d'implorer la pitié de Jason mais meurt des mains de Jason, noyé dans un bidon d'eau stagnante. Rennie explique à Sean que ses parents ont été tués dans un accident de voiture quand elle était jeune, la laissant sous la garde de Charles. Jason arrive, ce qui amène Sean et Rennie à s'enfuir pour sauver leur vie.
Rennie et Sean s'enfuient dans le métro de New York, mais ils sont piégés par Jason. Sean s'attaque à Jason, et ce dernier est électrocuté par les câbles à terre, qui apparemment le tuent. Les deux quittent le métro et ressortent à Times Square, où Jason continue à les poursuivre. Rennie et Sean font demi-tour mais se heurtent à Jason. En dernier recours, ils descendent et s'enfuient dans des égouts, où Rennie attaque Jason avec des déchets toxiques, faisant fondre une grande partie de son corps. Après une inondation de déchets toxiques dans l'égout à laquelle ils échappent de justesse, tout ce qu'il reste de Jason n'est qu'un petit garçon terrifié qui se trouve au fond de l'égout, avec un masque de hockey flottant à la dérive, sur l'eau. Rennie et Sean retrouvent Toby dans les rues, et peuvent alors commencer une nouvelle vie.

## Fiche technique
- Titre original : Friday the 13th Part VIII: Jason Takes Manhattan
- Titre français : Vendredi 13, chapitre VIII : L'Ultime Retour
- Titre québécois : Vendredi 13 - Chapitre VIII : Jason à Manhattan
- Réalisation : Rob Hedden
- Scénario : Rob Hedden, d'après les personnages créés par Victor Miller
- Musique : Fred Mollin
- Décors : David Fischer
- Costumes : Carla Hetland
- Photographie : Bryan England
- Montage : Steve Mirkovich (de) et Ted Pryor
- Production : Randy Cheveldave
- Sociétés de production : Horror Films, en coproduction avec Paramount Pictures
- Société de distribution : Paramount Pictures
- Budget : 5 millions $[réf. nécessaire]
- Pays de production :  États-Unis
- Langue originale : anglais
- Format : couleur (Technicolor) - 1,85:1 - Ulta Stéréo - 35 mm
- Genre : horreur
- Durée : 100 minutes
- Dates de sortie :
  - États-Unis : 28 juillet 1989
  - France : mai 1990 (en VHS)
- Classification : interdit aux moins de 12 ans lors de sa sortie en France[réf. nécessaire]

## Distribution
- Jensen Daggett (VF : Magali Barney) : Rennie Wickham
- Kane Hodder : Jason Voorhees
- Scott Reeves (VF : Jean-Louis Faure) : Sean Robertson
- Barbara Bingham (VF : Danièle Hazan) : Mademoiselle Colleen Van Deusen
- Peter Mark Richman (VF : Philippe Dumat) : Charles McCulloch
- Todd Shaffer (VF : Michel Mella) : Jim Miller
- Tiffany Paulsen (VF : Séverine Morisot) : Suzi Donaldson
- Kelly Hu (VF : Séverine Morisot) : Eva Watanabe
- Warren Munson (VF : Raoul Delfosse) : Adm. Robertson
- Saffron Henderson (VF : Odile Schmitt) : J.J. Jarrett
- Martin Cummins (VF : Maurice Decoster) : Wayne Webber
- Vincent Craig Dupree (VF : Michel Mella) : Julius Gaw
- Alex Diakun : Deck hand
- Fred Henderson : Jim Carlson, chef ingénieur
- Sharlene Martin : Tamara Mason
- Gordon Currie : Miles Wolfe
- Tim Mirkovich : Jason, jeune
- Ken Kirzinger : le cuisinier à New York
- Michael Benyaer : Bandit 1
- Sam Sarkar : Bandit 2
- Roger Barnes : l'officier de police
- Vince Cupone : le voyou

## Production
Cet opus marque la fin de l'exploitation de la franchise par la Paramount malgré un rendu financier certain, les films coûtant de moins en moins cher à la production pour une manne financière toujours présente. Les droits seront récupérés par Sean S. Cunningham qui mettra en chantier Jason va en enfer quelque temps plus tard, en profitant d'ailleurs pour donner une nouvelle orientation fantastique à la saga.

## Accueil

### Accueil critique
Mal accueilli par les critiques, il obtient une note de 9 % de critiques positives sur Rotten Tomatoes.

### Box-office
| Pays                          | Box-office   | Nbre de sem. | Classement TLT | Date  |
| Box-office États-Unis/ Canada | 14.343.976 $ | ? sem.       | 2.595e         | Total |
| Box-office France             | inédit       |              |                | Total |

## Autour du film
- Reenie, lorsqu'elle était enfant, et son oncle, Mc Culloch, étaient sur une barque sur le lac de Crystal Lake. Mc Culloch poussa Reenie dans l'eau pour lui apprendre de force à nager. Jason, encore enfant à ce moment-là, l'agrippa par le pied et la coula. Reenie perdit connaissance. N'ayant pu tuer Reenie à cette occasion, Jason la poursuivra tout au long de ce volet.
- Ce volet se passe en deux temps : sur le bateau, et dans la ville. New York est mentionnée comme étant la ville, car Manhattan est l'un des cinq arrondissements de New York. Par ailleurs, il est difficile de ne pas voir en Manhattan une critique de la ville avec les continuels démêlés avec les dangereux gangs de toxicomanes.
- Julius est, à ce jour, un des rares personnages ayant affronté Jason à mains nues dans l'ensemble de la saga Jason Voorhees. Après 54 coups de poing en tout, épuisé et les mains en sang d'avoir mis des coups dans le masque de hockey de Jason sans le moindre succès, Julius l'autorise à le frapper. Il se fera décapiter en un coup de poing.
- Dans ce film en particulier, il est suggéré que Jason puisse se téléporter ou envoyer des images de lui-même, lors de plusieurs scènes dans le bateau, où il apparaît à des endroits hors d'accès ou à plusieurs endroits presque en même temps, et surtout lors de la mort de Charles : dans le même plan, il court à côté d'une maison, voit quelque chose qui le terrifie, s'engouffre à l'intérieur, et se fait défenestrer du premier étage... par Jason, qui sort de la maison et l'achève.
- Jason développe dans cet opus sa phobie de l'eau en croyant une nouvelle fois se noyer. On la retrouvera dans Freddy contre Jason, où il aura la même réaction, la transformation en l'enfant impuissant qu'il était la première fois.
- Ken Kirzinger est acteur dans le rôle d'un cuisinier, dans un restaurant à New York. Il essaye de retenir Jason Voorhees après qu'il a défoncé la porte du restaurant. Mais sans succès...  Il s'avère que 13 ans plus tard, Ken Kirzinger (le cuisinier) interprétera  le rôle de Jason Voorhees en 2002 ou 2003 dans le onzième opus de la saga Vendredi 13, nommée : Freddy contre Jason

## Distinctions

### Nomination
- Satellite Awards 2005 : Golden Satellite Award du meilleur bonus DVD